# Charly Vega
Charly Vega era un guitarrista y compositor argentino, su nombre real es Carlos Alberto Vega, nació el 3 de noviembre de 1964 en Banfield, provincia de Buenos Aires, República Argentina y murió el 3 de febrero de 2006. Sus estilos principales eran: Hard rock y el Heavy Metal Clásico.

## Biografía
Charly Vega nació en la ciudad de Banfield, el día 3 de noviembre de 1964, provincia de Buenos Aires, Argentina; su nombre real es Carlos Alberto Vega, hijo de Alvaro Vega y de Rosa Rossi de Vega, esta última ya fallecida.
Comenzó a recorrer el camino de la Música a los 7 años de edad. Sus primeras influencias fueron el Folklore, el Tango y la Música Clásica, pasando con el correr del tiempo por infinidad de estilos, ya sea nacionales como internacionales.
Dentro de la música nacional, Charly Vega ha ganado un puesto muy importante por haber tocado tanto tiempo como guitarrista especializado en el Blues, Hard rock, Rock & Roll, etc.
Enumerar los lugares en donde tocó sería como imposible ya que con sus 38 años ha pasado por infinidad de boliches, pubs, eventos, peñas, etc. y no solo en la Argentina sino también en otros países del Mundo.
Los lugares más reconocidos e importantes que tocó de Buenos Aires fueron:
Teatro Astros, con el "único en el mundo" y primer "Yngwie Malmsteen Revival by Charly Vega", Cemento haciendo el 2.º. Homenaje a Yngwie Malmsteen, Jimi Hendrix, Hard Rock Café, Arpegios, Arlequines (antes de su clausura), Lagar del Músico, Teatro Coliseo (de Lomas de Zamora) con el último recital de Rata Blanca antes de su primera disolución en 1998, en Promúsica muchas veces representando infinidad de los mejores Guitarristas del Mundo, el primer "Buenos Aires No Duerme", y el 23 de septiembre compartió con Yngwie Malmsteen, el mismo Escenario; ha hecho infinidad de Clínicas instructivas de Guitarras, en casi todas las casas de Música de Buenos Aires, y en Provincias como Catamarca, Misiones, Santa Fe, Córdoba, etc.
Adrián Peralta (Batería), Cristian Abraham (voz) han decidido formar parte del proyecto de Charly, con un Bajista siempre rotando como Músico sesionista.
Charly Vega estaba por inaugurar en la República Argentina el primer Colegio del METAL CLÁSICO "C.E.G. Education" respaldado por la EMBA (Escuela de Música de Buenos Aires) con apertura en el Año 2002, acompañando y apadrinando el mismo, el Sr. Walter Giardino. Este colegio va a tener como consecuencia infinidad de repercusiones Musicales sobre distintas Bandas y Músicos de todo Latinoamérica y próximamente en el Mundo.
Charly lamentablemente falleció el día 3 de febrero de 2006 como consecuencia de un accidente con su motocicleta.

## Discografía

### Álbumes
- Yngwie Malmsteen Revival (2002)
- Intensidad (2005)